# Австрійська партія свободи

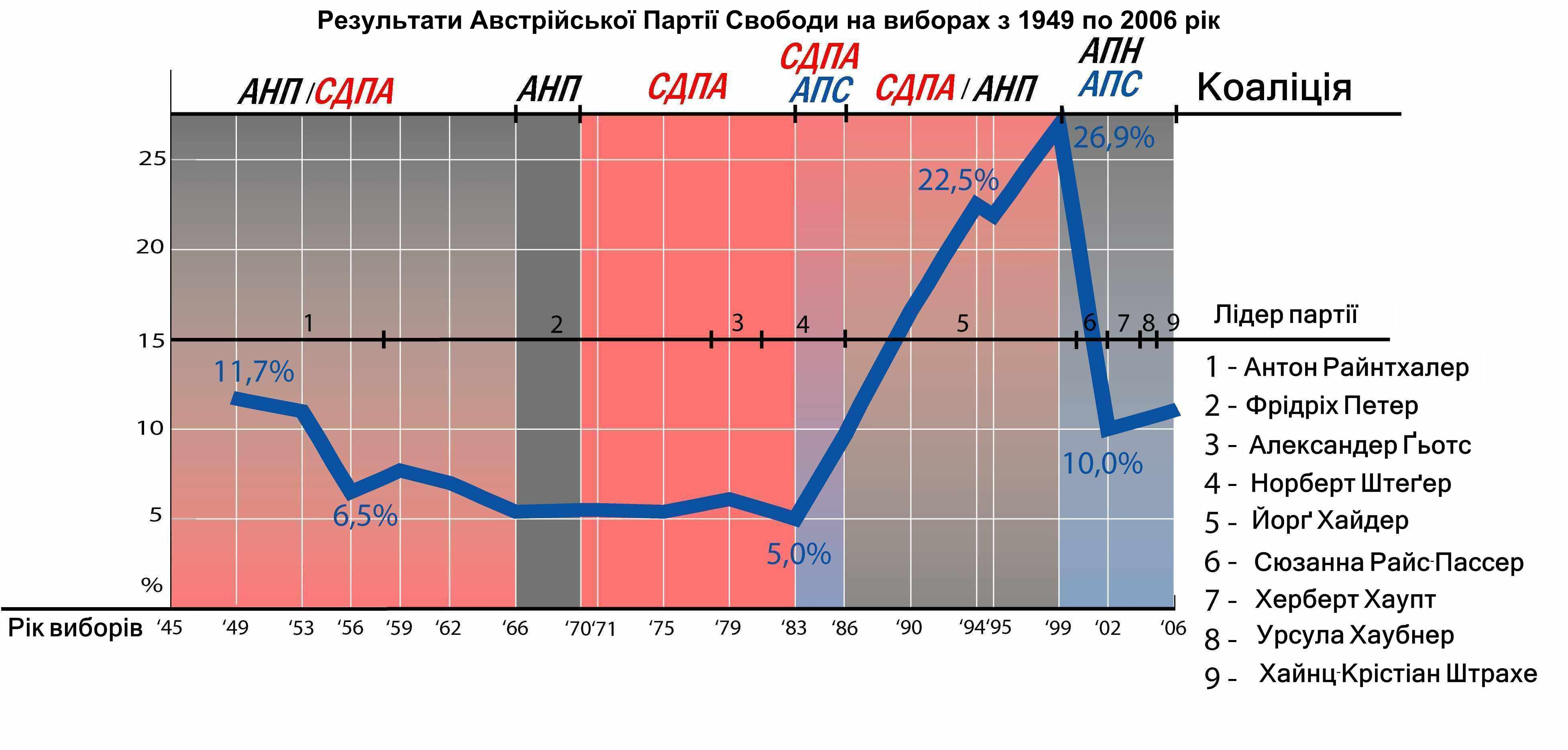
Зміна рівня підтримки партії на виборах до Парламенту

«Австрі́йська па́ртія свобо́ди», «АПС» (нім. Freiheitliche Partei Österreichs, FPÖ) —націонал-консервативна політична партія Австрії . Третя за величиною політична сила в Австрії після лівої Соціал-демократичної та помірковано консервативної Австрійської народної партії.  
Партією керує Герберт Кікль. З грудня 2017 до вересня 2019 АПС разом із Народною партією Австрії була членом урядової коаліції. 
На європейському рівні FPÖ є членом-засновником Партії ідентичності та демократії, а її три члени Європейського парламенту (ЄП) входять до групи «Ідентичність і демократія» (ID).
Австрійська партія свободи представлена у нижній палаті парламенту, а також у 7 з 9 земельних парламентів і в багатьох радах місцевого рівня. Бачить свої корені у ідеалах Свободи Революції 1848 року, і визначає себе як представника «третього табору». Довгий час лідером партії був відомий політик Йорг Гайдер. Під час його головування партія вперше в своїй історії вийшла на друге місце на загальнонаціональних виборах у 1999 році. У 2005 Йорг Гайдер вийшов із АПС і заснував нову політичну силу — Альянс за майбутнє Австрії (нім. Bündnis Zukunft Österreich)

## Історія

### Створення партії
Попередником партії був так званий «Союз незалежних», що був об'єднанням груп із різними інтересами. Поряд із багатьма колишніми націонал-соціалістами котрі 1945 році на перших виборах виборах до Національрату не мали виборчого права, у ній також представлені колишні так звані «великонімці», колишні ладбюндлери і молодша генерація війни. Вони намагалися створити «3 табір» поруч із 2 великими партіями — соціал-демократичною (SPÖ) і Християнсько-соціальною (ÖVP). Спочатку відбувались безперервні суперечки щодо ідеологічного спрямування та розколи, допоки експеримент незалежного руху як «не партії», зазнав поразки. 1957 року на базі «Союзу незалежних» утворилась Австрійська партія свободи.

### Прихід до влади в партії Йорґа Гайдера
1986 року за підтримки крайньо правого крила партії лідером АПС став Йорґ Гайдер. З 1970 року Гайдер очолював молодіжне крило партії. Він був депутатом австрійського парламенту від Каринтії, де здобув популярність своїми виступами проти мовних привілеїв для словенської меншини. Після його приходу підтримка АПС на виборах до парламенту зростала, і 1999 року партія вперше за свою історію вийшла на друге місце, набравши 26,9 % й обігнавши на 400 голосів Австрійську народну партію.

### Участь в уряді 1999
Після сенсаційної перемоги на виборах 1999 року Австрійська партія свободи разом з Австрійською народною партією сформували уряд, який очолив лідер АНП Вольфганг Шюссель. Це викликало хвилю критики у інших європейських країнах, бо існувало неписане правило, що забороняло створювати коаліції з ультраправими партіями.

### Урядова коаліція 2017
Після перемоги Народної партії Австрії на чолі з Себастьяном Курцом на виборах 2017, увійшла до коаліції з нею як молодший партнер. Відповідно до міжпартійної угоди, члени АПС контролювали міністерства оборони та внутрішніх страв.

## Співпраця з українськими політичними силами
До 2014 партія співпрацювала з українською націоналістичною партією — Всеукраїнським об'єднанням «Свобода». Зокрема, на запрошення партії, у листопаді 2008 року Відень відвідав лідер ВО «Свобода», Олег Тягнибок. Партії обмінювались досвідом щодо проведення виборчих кампаній, а також обговорювали ідеологічні питання. Після анексії Криму Росією партія стала на бік агресора.

## Співпраця з «Єдиною Росією»
Партія співпрацювала з різного роду російськими суб'єктами щонайменше з 2008 року. У грудні 2016 керівництво партії підписало офіційну угоду про «Кооперацію та співробітництво» з кремлівською партією влади «Єдина Росія».

## Вибори доНаціональрату
| Вибори | Голосів   | %          | Місць    | +/–  | Уряд                   |
| ------ | --------- | ---------- | -------- | ---- | ---------------------- |
| 1956   | 283,749   | 6.5 (#3)   | 6 / 165  |      | Опозиція               |
| 1959   | 336,110   | 7.7 (#3)   | 8 / 165  | ▲ 2  | Опозиція               |
| 1962   | 313,895   | 7.0 (#3)   | 8 / 165  | ▬    | Опозиція               |
| 1966   | 242,570   | 5.4 (#3)   | 6 / 165  | ▼ 2  | Опозиція               |
| 1970   | 253,425   | 5.5 (#3)   | 6 / 165  | ▬    | Підтримка меншості SPÖ |
| 1971   | 248,473   | 5.5 (#3)   | 10 / 183 | ▲ 4  | Опозиція               |
| 1975   | 249,444   | 5.4 (#3)   | 10 / 183 | ▬    | Опозиція               |
| 1979   | 286,743   | 6.1 (#3)   | 11 / 183 | ▲ 1  | Опозиція               |
| 1983   | 241,789   | 5.0 (#3)   | 12 / 183 | ▲ 1  | SPÖ–FPÖ більшість      |
| 1986   | 472,205   | 9.7 (#3)   | 18 / 183 | ▲ 6  | Опозиція               |
| 1990   | 782,648   | 16.6 (#3)  | 33 / 183 | ▲ 15 | Опозиція               |
| 1994   | 1,042,332 | 22.5 (#3)  | 42 / 183 | ▲ 9  | Опозиція               |
| 1995   | 1,060,175 | 21.9 (#3)  | 41 / 183 | ▼ 1  | Опозиція               |
| 1999   | 1,244,087 | 26.9 (#2)  | 52 / 183 | ▲ 11 | ÖVP–FPÖ більшість      |
| 2002   | 491,328   | 10.0 (#3)  | 18 / 183 | ▼ 34 | ÖVP–FPÖ більшість      |
| 2006   | 519,598   | 11.0 (#4)  | 21 / 183 | ▲ 3  | Опозиція               |
| 2008   | 857,028   | 17.5 (#3)  | 34 / 183 | ▲ 13 | Опозиція               |
| 2013   | 962,313   | 20.5 (#3)  | 40 / 183 | ▲ 6  | Опозиція               |
| 2017   | 1,316,442 | 26.0 (#3)  | 51 / 183 | ▲ 11 | ÖVP–FPÖ більшість      |
| 2019   | 772,666   | 16.2 (#3)  | 31 / 183 | ▼ 20 | Опозиція               |
| 2024   |           | 29,1% (№1) | 57 / 183 | ▲ 26 | ÖVP–FPÖ більшість      |